# Andrés Franco
Andrés Tan Franco (Tondo, 30 november 1925 – 9 februari 2008) was een  Filipijns atleet. Franco won een gouden medaille en een bronzen medaille op de Aziatische Spelen van respectievelijk 1951 en 1954. Ook nam hij deel aan de Olympische Spelen van 1952 in Helsinki. Franco is nog steeds de enige Filipijnse gouden medaillewinnaar hoogspringen op de Aziatische Spelen.

## Biografie
Andrés Franco werd geboren in Tondo in de Filipijnse hoofdstad Manilla. Hij was de jongste zoon uit een gezin met 6 kinderen van Agaton Franco en Sabina Tan. Franco studeerde aan De La Salle College en werd uiteindelijk politieagent. 
Franco deed als hoogspringer voor de Filipijnen mee aan diverse internationale toernooien. In 1951 won hij een gouden medaille op de allereerste Aziatische Spelen van 1951 in New Delhi. Hij studeerde in deze periode nog aan De La Salle. Drie jaar later veroverde hij het brons bij de Aziatische Spelen van 1954 in Manilla. Franco nam tussendoor ook deel aan de Olympische Spelen van 1952 in Helsinki. Daar behaalde hij echter geen goede resultaten door ziekte. Later in zijn carrière speelde Franco nog basketbal.
Franco werd in zijn eigen land door de NCAA uitgeroepen tot atleet van de decennium (1945-1955). 
Franco overleed in 2008 op 82-jarige leeftijd aan de gevolgen van een longontsteking en hartstilstand. Hij was getrouwd met Cristeta Tuazon.

## Persoonlijk record
| Onderdeel    | Prestatie | Datum | Plaats |
| ------------ | --------- | ----- | ------ |
| hoogspringen | 1,99 m    | 1953  | ?      |

## Palmares

### hoogspringen
- 1951:  Aziatische Spelen - 1,93 m
- 1952: 16e in kwal. OS - 1,84 m
- 1954:  Aziatische Spelen - 1,95 m